# Boromo
Boromo är en stad i departementet Boromo i provinsen Balé i Burkina Faso. Staden är administrativ huvudort för provinsen Balé och departementet Boromo. Boromo hade 20 193 invånare vid folkräkningen år 2019.
Staden är belägen mittemellan två av Burkina Fasos större städer, Ouagadougou och Bobo-Dioulasso.